# Mihajlo Cakić
Mihajlo Cakić (in serbo Михаjло Цакић?; Leskovac, 27 maggio 1990) è un calciatore serbo, centrocampista svincolato.